# Tongchuan
Tongchuan (铜川 ; pinyin : Tóngchuān) est une ville du centre de la province du Shaanxi en Chine.

## Économie
En 2004, le PIB total a été de 5,9 milliards de yuans.

## Subdivisions administratives
La ville-préfecture de Tongchuan exerce sa juridiction sur quatre subdivisions - trois districts et un xian :
- le district de Yaozhou - 耀州区 Yàozhōu Qū ;
- le district de Wangyi - 王益区 Wángyì Qū ;
- le district de Yintai - 印台区 Yìntái Qū ;
- le xian de Yijun - 宜君县 Yíjūn Xiàn.